# Невське (Курманський район)
Не́вське (до 1948 року — Куль-Оба́; крим. Kül Oba, також Гофнунґсталь, нім. Hoffnungsthal) — село Курманського району Автономної Республіки Крим.
Відстань від райцентру до населеного пункта становить 15 кілометрів по прямій.
У 2023 році у проєкті Постанови Верховної Ради України «Про перейменування деяких населених пунктів Автономної Республіки Крим» село запропоновано перейменувати на Куль-Оба.